# Rovinița Mică, Timiș
Rovinița Mică (în germană Kleinomor, în maghiară Kisomor) este un sat în comuna Denta din județul Timiș, Banat, România. A fost înființată în 1895. Numele său original a fost Omoru Mic însă a fost schimbat pe cale administrativă deoarece considerat inestetic.

## Localizare
Rovinița Mică este un mic sat de câmpie în sudul județului Timiș, în apropiere de granița dintre România și Serbia, la circa 53 km sud de municipiul Timișoara și circa 10 km sud-est de orașul timișean Deta. Se învecinează la nord cu Rovinița Mare, la vest cu Breștea și la sud-est cu Percosova. Este străbătută de un drum comunal care o leagă de principala arteră de comunicații din zonă care este drumul DN59 Timișoara - Stamora Moravița.

## Istorie
Satul este unul dintre cele mai recente sate bănățene, înființat în anul 1895 de către coloniști germani. În acea perioadă, marile valuri de colonizări cu germani erau deja terminate. Spre deosebire de alte sate colonizate cu germani, la Rovinița Mică s-au așezat germani de a doua generație, proveniți din zona Becicherecu Mare. Au fost în total 80 de familii. Terenul le-a fost pus la dispoziție de către erariu, care deținea aici o moșie. Pentru că administația Banatului era atunci maghiară, numele ales a fost tot unul maghiar: Kis Omor - acesta a fost primul nume al satului. Germanii l-au numit Kleinomor. Numele își trage originea de la satul vecin Omor, mult mai vechi, situat puțin mai la nord. După unirea Banatului cu România, numele a fost românizat și schimbat în Omorul Mic. Acest nume a fost purtat până în 1964. Autoritățile comuniste au argumentat că numele satelor Omoru și Omoru Mic ar fi avut un semnificat ciudat în limba română și ca atare le-a redenumit. Prin decretul 799/1964 numele localității a fost schimbat în Rovinița Mică.

## Masacrul de la Omorul Mic
Masacrul de la Omorul Mic din 1963, când Ronan Behaegel, un tată și un soț și-a ucis singurii 2 copii și soția cu o pușcă. A fost atât de îngrozitor încât a pătat pentru totdeauna reputația comunei Omoru Mic și acum rămâne o poveste sumbră pentru restul.

## Evoluția populației
În cei peste 100 de ani de la înființare, Rovinița Mică a fost locuită în coninuu de către germani. Primul recensământ la care a fost înregistrat oficial satul a fost cel din 1920. Atunci populația atingea 465 de locuitori, dintre care 454 germani. În timpul și după cel de-al doilea război mondial, numărul germanilor a început să scadă vertiginos. Spre deosebire de alte sate din Banat, această scădere a fost generalizată, în sensul că nu a fost însoțită de o creștere a altor grupuri etnice, în special a românilor, așa cum s-a întâmplat în alte părți. Până la sfârșitul anilor 70, numărul germanilor s-a redus drastic, la numai 14 persoane. Tot în anii 70 s-a înregistrat un episod interesant, de creștere bruscă a populației de ucraineni, a unui grup de 92 persoane. Însă la scurt timp, ucrainenii au plecat. Sfârșitul perioadei comuniste a văzut plecarea ultimilor locuitori. La recensământul din 1992, în Rovinița Mică mai trăiau 14 locuitori, dintre care 8 ucraineni, 4 români și 2 unguri, dar niciun german. 
La recensământul din 2002, populația înregistrată a fost de numai 9 persoane: 4 ucraineni, 3 români și 2 maghiari.